# Drôme
Drôme (IPA: [dʁom]; okcitánul: Droma, arpetánul: Drôma) a 83 eredeti département egyike, amelyeket a francia forradalom alatt 1790. március 4-én hoztak létre.

## Elhelyezkedése
Franciaország délkeleti részén terül el, Auvergne-Rhône-Alpes régió (2015 végéig Rhône-Alpes régió) része. A megyét keletről Isère és Hautes-Alpes, délről Alpes-de-Haute-Provence és Vaucluse, nyugatról és északról pedig Ardèche megyék határolják.

## Települések
A megye legnagyobb városai 2011-ben:

| Település                 | Népesség |
| ------------------------- | -------- |
| Valence                   | 63 148   |
| Romans-sur-Isère          | 33 536   |
| Montélimar                | 35 314   |
| Bourg-lès-Valence         | 18 623   |
| Pierrelatte               | 13 026   |
| Bourg-de-Péage            | 10 128   |
| Portes-lès-Valence        | 9 462    |
| Livron-sur-Drôme          | 8 972    |
| Crest                     | 7 915    |
| Saint-Paul-Trois-Châteaux | 8 691    |

## Galéria

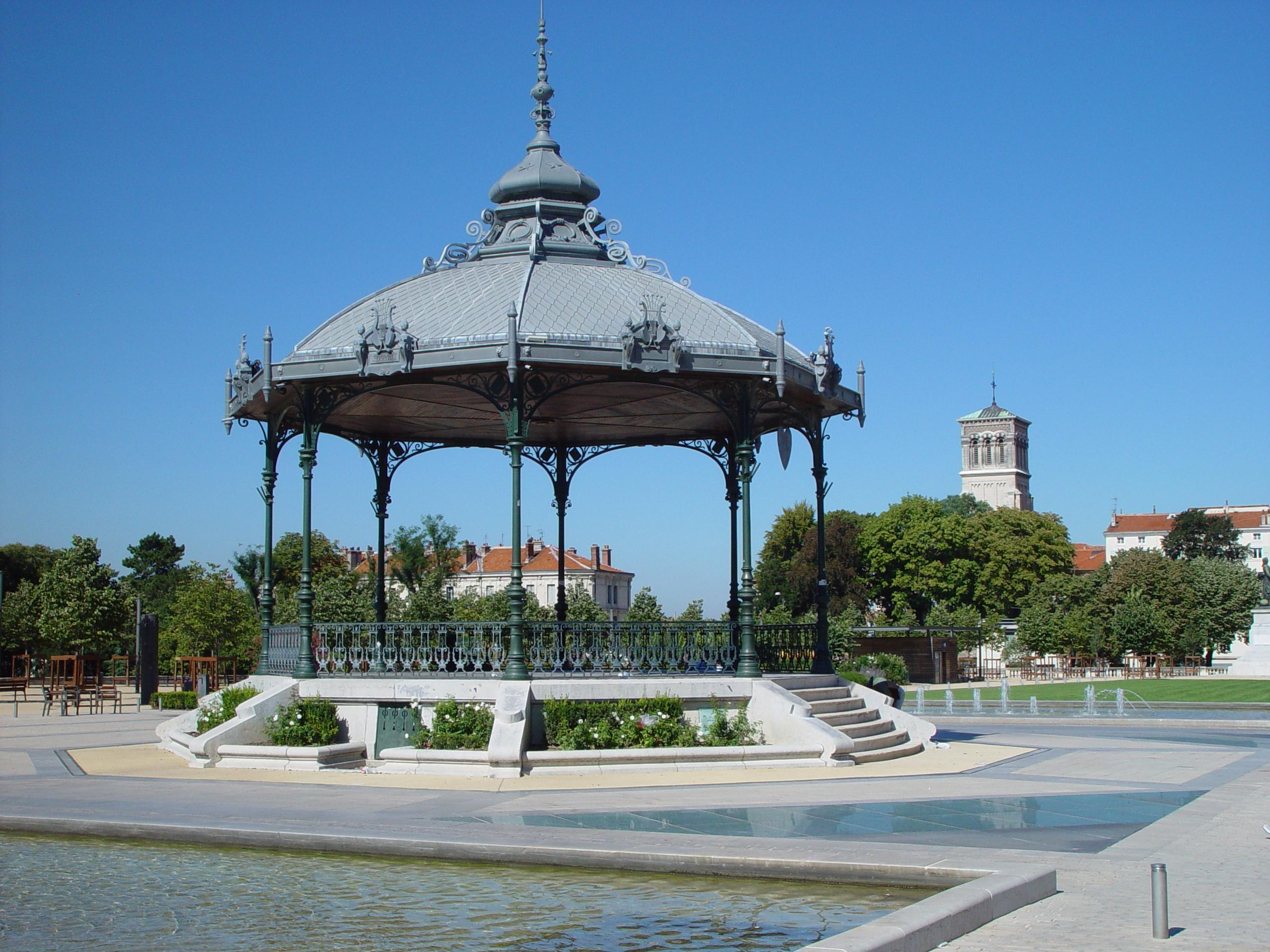
Valence
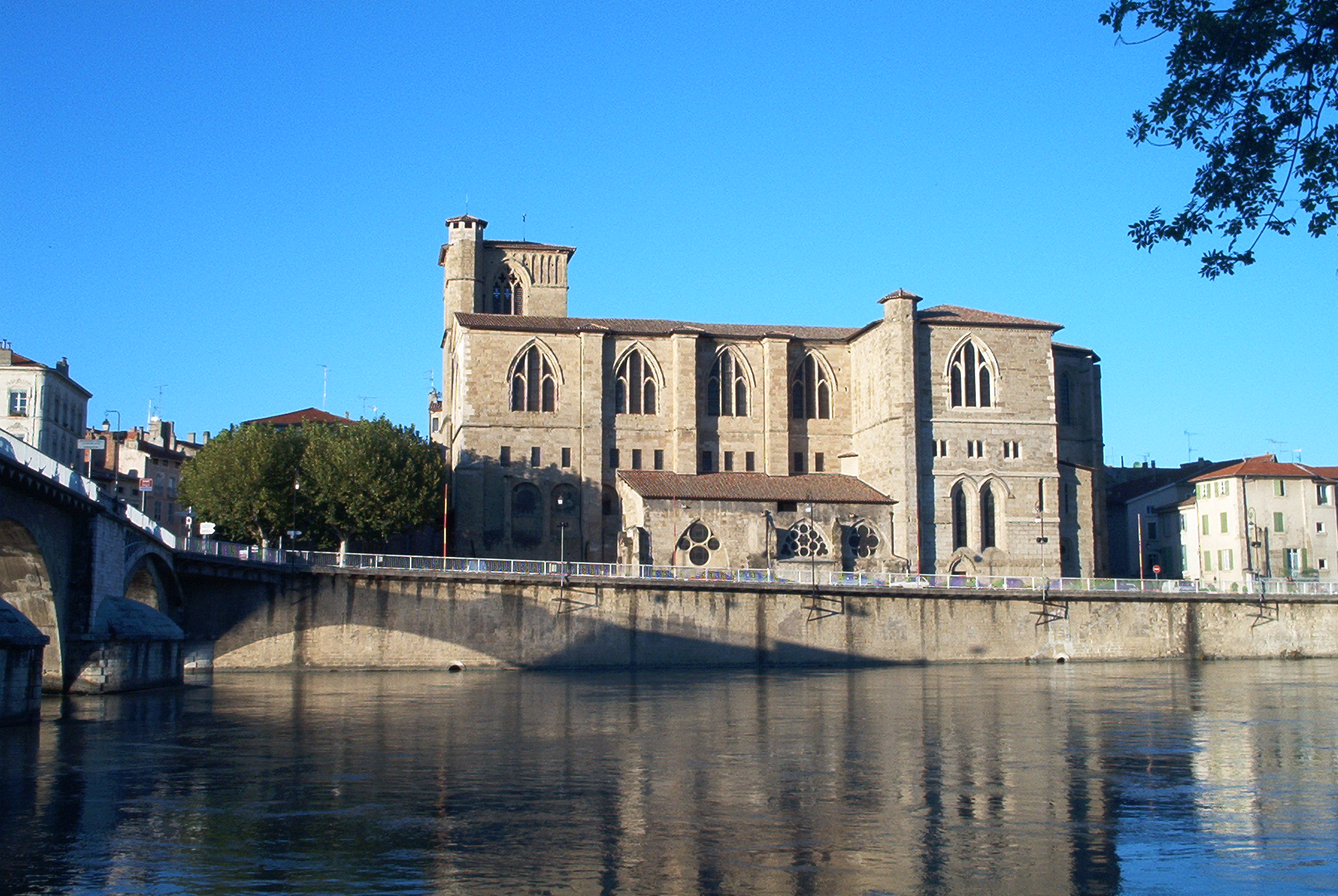
Romans-sur-Isère
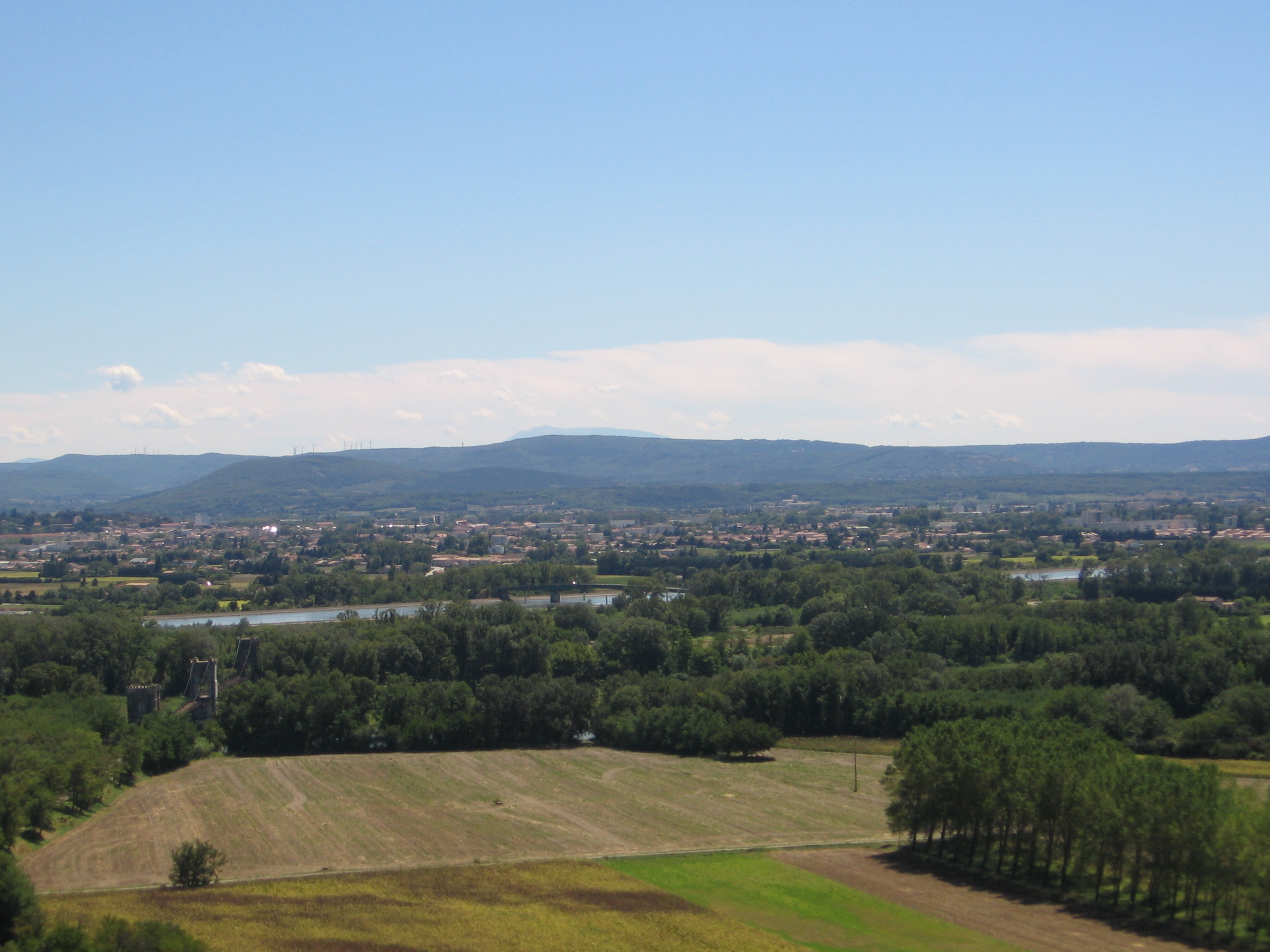
Montélimar
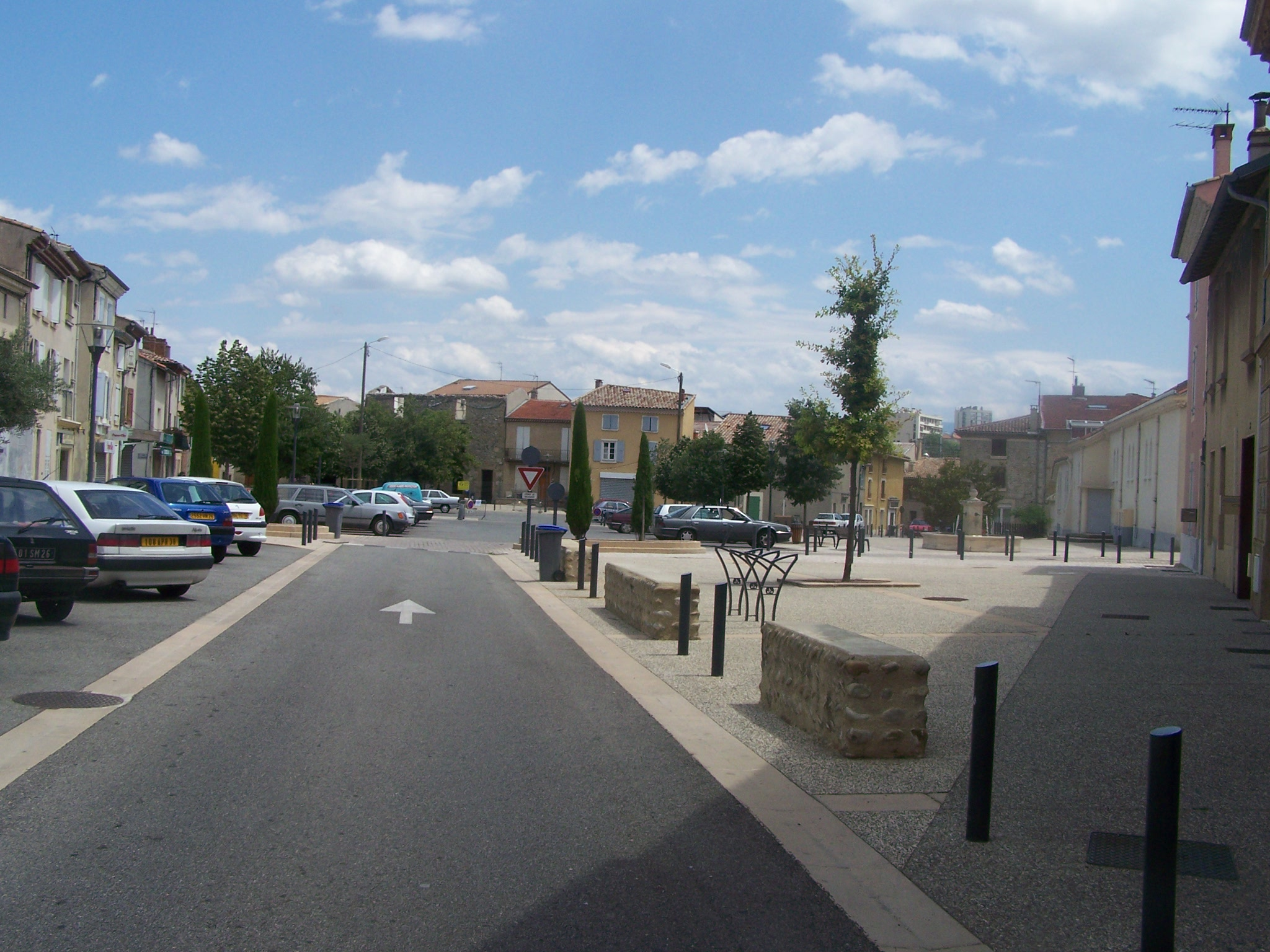
Bourg-lès-Valence